# Konghou

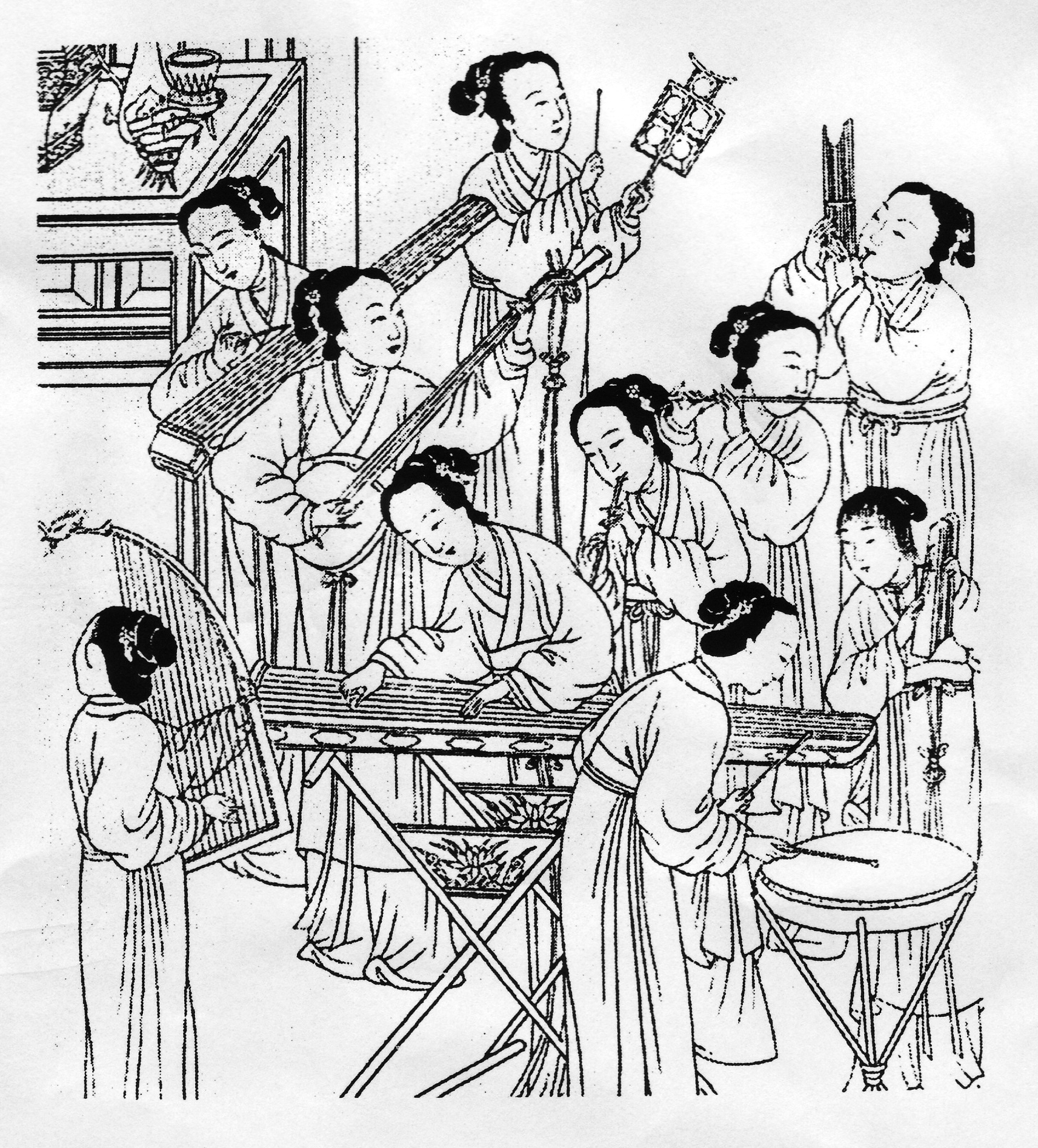
Gravure chinoise ancienne.
En bas à gauche, une joueuse de konghou à quatorze cordes.

Le konghou (chinois : 箜篌 ; pinyin : kōnghóu) est une ancienne harpe chinoise, également connue sous le nom de kanhou, éteinte depuis l’époque de la dynastie Ming. Elle est réapparue, sous une forme sensiblement différente au XXe siècle de manière très discrète.

## Facture
Il existe diverses variantes :
- Wo-konghou ou konghou horizontal, mentionné pour la première fois dans les écrits de la Période des Printemps et des Automnes (770-476 av. J.-C.) ;
- Su-konghou ou konghou vertical, apparu dans la période dynastie Han orientaux (25-220) ;
- Le konghou à tête de Phoenix introduit depuis l’Inde dans la période de dynastie Jin orientaux (317-420).

## Jeu
Le principal trait distinctif du konghou moderne par rapport à la harpe occidentale est constitué par les cordes repliées en deux permettant à des musiciens expérimentés d’utiliser des techniques de jeu avancées comme le vibrato. Les deux rangées de cordes facilitent également la réalisation de rythmes ou de traits rapides. 
Le konghou était utilisé pour jouer le yayue (musique de cour) dans le royaume de Chu. Durant la période de la Dynastie Han (206 av. J.-C.-220) le konghou était utilisé dans le qingshangyue (musique de genre). Au début de la Dynastie Sui (581-618), le  konghou était aussi utilisé dans le yanyue (musique de banquet). C’est pendant les dynasties Sui et Tang que le jeu de konghou était le plus répandu. Il était généralement joué dans les cérémonies rituelles mais a progressivement gagné le peuple.
Parmi les joueurs de konghou on trouve Cui Junzhi.

## En dehors de la Chine
L’instrument fut adopté dans l’ancienne Corée, où il était appelé ‘’gonghu’’ (hangul : 공후; hanja: 箜篌), mais n’y fut pas très longtemps employé. Il est décliné en trois appellations selon la forme :
- Sogonghu (hangul : 소공후; hanja: 小箜篌, littéralement petite harpe ;
- Sugonghu (hangul : 수공후; hanja: 豎箜篌, littéralement harpe verticale ;
- Wagonghu (hangul : 와공후; hanja: 臥箜篌, littéralement harpe couchée.

De même, le kugo est une adaptation japonaise de l'instrument importé de Chine à l'époque de Nara (710-794) dans le cadre du komagaku. Sa pratique a disparu au cours de l'époque de Heian (794–1185).